# Celeste Cortesi
Pour les articles homonymes, voir Cortesi.
Silvia Celeste Rabimbi Cortesi née le 15 décembre 1997 à Pasay aux Philippines, est une reine de beauté Italienne-philippine élue Miss Univers Philippines 2022,.

## Biographie
Cortesi est né à Pasay, Grand Manille, aux Philippines, d'une mère philippine née à Camarines Sur, aux Philippines et d'un père italien né au Venezuela. Elle travaille comme mannequin en Italie. Elle s'est rendue aux Philippines pour la première fois en tant que candidate de Miss Terre Philippines 2018 représentant la communauté philippine de Rome, en Italie.
Cortesi poursuit actuellement sa licence immobilière.
Cortesi est en couple avec le footballeur Matthew Custodio.

## Concours de beauté
Cortesi est la gagnante de la première édition du concours Miss Philippines Terre-Italy à Rome. Elle a rejoint le concours car elle a été encouragée par sa mère philippine.
Le 19 mai 2018, elle a été couronnée Miss Terre Philippines 2018 par la tenante du titre sortante Karen Ibasco. Elle représente son pays au concours Miss Terre 2018 où elle a terminé parmi les 8 finalistes. 
Le 30 avril 2022, Cortesi a été couronnée Miss Univers Philippines 2022, elle représente son pays au concours Miss Univers 2022 sans être classée.